# گورستان علی‌آباد
قبرستان علی‌آباد مربوط به دوره قاجار -اوایل دوره پهلوی است و در شهرستان شیراز، بخش کوار، دهستان فرمشکان، ابتدای روستای علی‌آباد، سمت چپ جاده واقع شده و این اثر در تاریخ ۳۰ بهمن ۱۳۸۶ با شمارهٔ ثبت ۲۰۸۰۹ به‌عنوان یکی از آثار ملی ایران به ثبت رسیده‌است.